# Karlheinz Kelch
Karlheinz Kelch (* 12. September 1923 in Berlin) ist ein ehemaliger deutscher Militärarzt. Er war Generalmajor und Chef des medizinischen Dienstes des Ministeriums des Innern der DDR.

## Leben
Kelch absolvierte die Militärärztlichen Akademien in Berlin und Prag. Während des Zweiten Weltkrieges war er Soldat der Wehrmacht in Norwegen, Frankreich und an der Ostfront. Er geriet in sowjetische Kriegsgefangenschaft. 
Nach seiner Rückkehr in die Sowjetische Besatzungszone 1949 trat er in die Deutsche Volkspolizei (VP) und in die SED ein. Er gehörte zu den ersten VP-Studenten, die 1952 ihr Medizinstudium an der Universität Leipzig abschlossen. Anschließend ging er zur Kasernierten Volkspolizei (KVP).
Von Oktober 1956 bis Oktober 1957 war er im Rang eines Oberstleutnants Kommandeur der Feldscherschule Leipzig. Von 1957 bis 1958 absolvierte er mit Kurt Geiger einen höheren akademischen Kurs an der Kirow-Akademie in Leningrad und wurde danach 1958 Stellvertreter des Kommandeurs der   Militärmedizinischen Sektion an der Universität Greifswald  (MMS). Im Jahr 1963 übernahm er die Funktion des Chefs des Medizinischen Dienstes des Militärbezirkes III (Neubrandenburg) der Nationalen Volksarmee (NVA) und wurde zum Oberst befördert. 
Von 1970 bis 1988 war er Leiter der Verwaltung Medizinische Dienste des Ministeriums des Innern (Nachfolger von Fritz Schlabitz). Zunächst Oberst der VP, wurde er am 26. Juni 1975 in dieser Funktion zum Generalmajor ernannt. Am 15. Februar 1971 war er an der Gründung der Gesellschaft für Militärmedizin der DDR beteiligt.
Nach der deutschen Wiedervereinigung betätigte er sich als Vorstandsmitglied des Vereins Initiativgemeinschaft zum Schutz der sozialen Rechte (ISOR). Er lebt in Berlin.

## Auszeichnungen
- 1965 Ehrentitel Verdienter Arzt des Volkes
- 1971 Hufeland-Medaille  in Gold
- 1977 Vaterländischer Verdienstorden in Bronze, 1983 in Silber und 1988 in Gold